# Марина, Нинослав
Нинослав Марина (макед. Нинослав Марина, род. 25 сентября 1974 года в Скопье, Республика Македония) — северомакедонский научный деятель, ректор Охридского университета информационных наук и технологий.

## Карьера
После окончания электротехнического факультета университета Св. Кирилла и Мефодия в Скопье Нинослав Марина защитил степень доктора наук в Федеральной политехнической школе Лозанны в 2004 году. Нинослав Марина был руководителем научно-исследовательского и проектно-конструкторского отдела компании Sowoon Technologies с 2005 по 2007 годы. С 2007 по 2008 годы выступал в качестве приглашённого научного сотрудника в Университете Гавай в Маноа. В дальнейшем Марина занимал должность научного работника в Университете Осло с 2008 по 2009 годы, а затем с 2010 по 2012 годы был приглашённым научным сотрудников в Принстонском Университете.

## Научные достижения
Профессор Нинослав Марина проводил преподавательскую деятельно в двадцати высших учебных заведениях ряда стран, таких как США, Япония, Великобритания, Израиль, Россия, Бразилия, Гонконг (КНР), Норвегия, Финляндия, Португалия и Чехия. Обладатель грантов различных академических и промышленных организаций, в частности Швейцарской комиссии по технологиям и инновациям, Швейцарского национального научного фонда, Европейской комиссии и Европейского космического агентства. Он был избран экспертом по оценке и рецензентом Европейской комиссии в 6-й и 7-й рамочных[что?] программах. Профессор Нинослав Марина является также руководителем Института инженеров по электротехнике и радиоэлектронике и соучредителем Македонского отделения по теории информации IEEE[уточнить].